# Zambia na Letnich Igrzyskach Olimpijskich 2000
Zambię na XXVII Letnich Igrzyskach Olimpijskich w Sydney reprezentowało ośmiu sportowców (6 mężczyzn, 2 kobiety) w 3 dyscyplinach.
Był to dziewiąty (w tym raz jako Rodezja Północna) start Zambii na letnich igrzyskach olimpijskich.

## Reprezentanci

### Boks
- waga musza (do 51 kg): Kennedy Kanyanta - odpadł w 1/8 finału
- waga półśrednia (do 67 kg): Ellis Chibuye - odpadł w 1/16 finału

### Lekkoatletyka
- bieg na 400 m kobiet: Lilian Bwalya - odpadła w eliminacjach (46. czas)
- bieg na 1500 m mężczyzn: Chungu Chipako - odpadł w eliminacjach (38. czas)
- bieg na 5000 m mężczyzn: Sam Mfula Mwape - odpadł w eliminacjach (24. czas)
- bieg na 400 m przez płotki: Samuel Matete - odpadł w półfinale (10. czas)

### Pływanie
- 100 metrów stylem motylkowym kobiet: Ellen Hight - odpadła w eliminacjach (47. czas)
- 200 metrów stylem klasycznym mężczyzn: Leonard Ngoma - odpadł w eliminacjach (47. czas)